# Dârja
Dârja – wieś w Rumunii, w okręgu Kluż, w gminie Panticeu. W 2011 roku liczyła 236 mieszkańców.